# Christoph Dieckmann
Christoph Dieckmann (Bonn, 7 januari 1976) is een Duits voormalig beachvolleyballer. Hij werd eenmaal Europees kampioen en viermaal Duits kampioen. Daarnaast nam hij deel aan twee opeenvolgende Olympische Spelen. Na zijn spelerscarrière werd hij actief als trainer.

## Carrière

### 1996 tot en met 2000
Dieckmann debuteerde in 1996 met zijn tweelingbroer Markus Dieckmann in Berlijn in de FIVB World Tour. De broers speelden tot en met 2000 same. In 1997 namen ze deel aan vier reguliere World Tour-toernooien en aan de eerste officiële wereldkampioenschappen in Los Angeles. In Los Angeles deed het duo enkel mee aan de kwalificaties, waarbij het zich niet plaatste voor het hoofdtoernooi. Het seizoen daarop speelden ze dertien internationale wedstrijden met een zevende (Lignano) en vier negende plaatsen (Mar del Plata, Toronto, Marseille en Moskou) als resultaat. Daarnaast wonnen ze de zilveren medaille bij de nationale kampioenschappen. In 1999 namen de broers deel aan twaalf reguliere FIVB-toernooien, waarbij ze vijfmaal in de top tien eindigden. Bij de WK in Marseille verloren de broers in de eerste ronde van de Fransen Jean-Philippe Jodard en Christian Penigaud en in de herkansing werden ze vervolgens uitgeschakeld door Stéphane Canet en Mathieu Hamel. Daarnaast deden ze in Palma mee aan de Europese kampioenschappen waar ze als dertiende eindigden. Het jaar daarop werden ze opnieuw nationaal vice-kampioen. Bij de EK in Getxo eindigde het tweetal wederom als dertiende en in de World Tour kwamen de broers bij twaalf toernooien niet verder dan een negende plaats in Toronto.

### 2002 tot en met 2005
Van 2002 tot en met 2005 vormde Dieckmann een duo met Andreas Scheuerpflug. Het eerste seizoen namen ze deel aan vier toernooien in de World Tour en werden ze tweede bij de Duitse kampioenschappen. Het daaropvolgende seizoen speelden ze in aanloop naar de WK in Rio de Janeiro zeven internationale wedstrijden waarbij ze zesmaal in de toptien eindigden. In Marseille werd het duo vierde en in Los Angeles vijfde. In Rio bereikten Dieckmann en Scheuerpflug de achtste finale die ze verloren van de Brazilianen Federico Doria de Souza en Pedro Grael Brazão. Daarnaast won het tweetal de nationale titel, die het jaar daarop geprolongeerd werd. In de World Tour namen ze in 2004 deel aan tien toernooien met als beste resultaat een derde plaats in Klagenfurt. Bij de EK in Timmendorfer Strand kwam het tweetal niet verder dan de achtste finale waar de Zwitsers Markus Egger en Sascha Heyer te sterk waren. Dieckmann en Scheuerpflug sloten het seizoen af met de Olympische Spelen in Athene. Daar eindigden ze als vijfde nadat ze de kwartfinale van de Australiërs Julien Prosser en Mark Williams verloren hadden.
Het jaar daarop begon het duo in de World Tour met een overwinning in Shanghai. Daarna volgden een zevende en dertiende plaats in Zagreb en Gstaad. Bij de WK in Berlijn eindigden ze eveneens als dertiende nadat ze in de tweede ronde verloren hadden van de Amerikanen Todd Rogers en Phil Dalhausser en in de vierde herkansingsronde definitief werden uitgeschakeld door de latere Braziliaanse wereldkampioenen Márcio Araújo en Fábio Luiz Magalhães. Na afloop volgden een vijfde (Stare Jabłonki) en twee zevende plaatsen (Stavanger en Parijs). Ze sloten het FIVB-seizoen af met een overwinning in Klagenfurt. Bij de EK in Moskou verloren ze de finale om het brons van Markus Dieckmann en Jonas Reckermann. Daarnaast eindigden Dieckmann en Scheuerpflug als tweede bij de nationale kampioenschappen.

### 2006 tot en met 2009
Van 2006 tot en met 2008 vormde Dieckmann een team met Julius Brink. In hun eerste seizoen eindigden ze bij alle negen gespeelde toernooien in de World Tour in de top vijf. In Espinho en Vitória behaalden ze bovendien de eerste plaats. In Den Haag werden Dieckmann en Brink Europees kampioen door de Nederlanders Jochem de Gruijter en Gijs Ronnes in de finale te verslaan. Daarnaast won het duo de nationale titel. In 2007 prolongeerden ze hun nationale titel en deden ze mee aan de WK in Gstaad waar ze de zestiende finale bereikten. Deze werd verloren van de Australiërs Andrew Schacht en Joshua Slack. Bij de World Tour eindigden Dieckmann en Brink driemaal op de vierde plaats (Manama, Parijs en Berlijn). Het jaar daarop wonnen ze in Barcelona en haalden het podium in Praag, Roseto degli Abruzzi, Stavanger en Guaruja. Bij de Olympische Spelen in Peking kwamen ze niet verder dan de groepsfase. De Duitse titel werd verloren van David Klemperer en Eric Koreng en bij de EK in Hamburg werd het duo vierde. In 2009 speelde Dieckmann drie wedstrijden met Kay Matysik waarna hij zijn sportieve carrière beëindigde als gevolg van knieproblemen.

### Trainerscarrière
Na gestopt te zijn als professioneel beachvolleyballer ging Dieckmann aan de slag als trainer. Van 2009 tot en met 2012 was hij de bondscoach van de Griekse beachvolleyballers waaronder het duo Vassiliki Arvaniti en Maria Tsiartsiani. Daarnaast begeleidde hij het Duitse duo Katrin Holtwick en Ilka Semmler. Eind 2012 werd hij aangesteld als trainer van de Zwitserse beachvolleybalvrouwen.

## Palmares
Kampioenschappen
- 1998:  NK
- 2000:  NK
- 2002:  NK
- 2003:  NK
- 2003: 9e WK
- 2004:  NK
- 2004: 5e OS
- 2005:  NK
- 2006:  NK
- 2006:  EK
- 2007:  NK
- 2008:  NK

FIVB World Tour
- 2004:  Grand Slam Klagenfurt
- 2005:  Shanghai Open
- 2005:  Grand Slam Klagenfurt
- 2006:  Shanghai Open
- 2006:  Espinho Open
- 2006:  Grand Slam Gstaad
- 2006:  Sint-Petersburg Open
- 2006:  Vitória Open
- 2008:  Praag Open
- 2008:  Roseta degli Abruzzi Open
- 2008:  Barcelona Open
- 2008:  Grand Slam Stavanger
- 2008:  Guaruja Open

## Persoonlijk
Dieckmann is de zoon van Bärbel Dieckmann en Jochen Dieckmann die beide als politici actief zijn geweest namens de SPD. Naast zijn tweelingbroer Markus heeft hij twee jongere zussen die eveneens een tweeling zijn. Dieckmann is getrouwd met Maria Tsiartsiani; ze hebben samen een dochter en wonen in Griekenland.